# Гебхард II фон Хиршберг
Гебхард II фон Хиршберг (на немски: Gebhard II von Hirschberg; † сл. 1232) от стария баварски благороднически род Хиршберги, е граф на Грьоглинг (днес част от Дитфурт ан дер Алтмюл) в Бавария (1179/1226), Долнщайн в Бавария, 1205 г. на Хиршберг в Бавария (днес част от общината Хиршберг на Бергщрасе).

## Произход
Той е син на граф Герхард I фон Хиршберг († ок. 1170/пр. 1188) и съпругата му София фон Зулцбах († 1227), дъщеря наследничка на граф Гебхард III фон Зулцбах († 1188) и принцеса Матилда Баварска († 1183). Внук е на фогт граф Хартвиг III фон Грьоглинг († сл. 1139) и съпругата му фон Майнц. Дядо му Гебхард III фон Зулцбах е брат на Берта фон Зулцбах, първата съпруга на византийския император Мануил I Комнин, и на Гертруда фон Зулцбах, която се омъжва за германския император Конрад III. Племенник е на Гебхард II фон Грьоглинг († 1149), княжески епископ на Айхщет (1125 – 1149). Брат е на Хартвиг фон Грьоглинг-Долнщайн (IV) († 1223), епископ на Айхщет (1196 – 1223), имперски канцлер (1202/03), на Герхард II фон Долнщайн († сл. 1191/ок. 1225), граф на Долнщайн/Толенщайн, и на Агнес фон Хиршберг, омъжена пр. 29 ноември 1259 г. за граф Алберт VI фон Халс († 1305).
Графовете „фон Грьоглинг-Долнщайн“ си построяват ок. 1200 г. замък Хиршберг и 1205 г. започват да се наричат „Графове фон Хиршберг“. Родът на Хиршбергите измира през началото на 14 век.

## Фамилия
Първи брак: с неизвестна жена и има две деца:
- Герхард III фон Хиршберг († сл. 1230)
- Гебхард III фон Хиршберг († юни 1245, Насенфелс)

Втори брак: през 1186 г. с Агнес вер. фон Труендинген. Те имат децата:
- Гебхард IV фон Хиршберг († 27 февруари 1275), женен I. 1249 г. за принцеса Елизабет Тиролска († 10 октомври 1256), II. 1258 г. за принцеса София Баварска († 9 август 1289)
- Фридрих фон Хиршберг († 9 август 1300), каноник в Залцбург (1293/1300)
- Кунигунда фон Хиршберг († 2 февруари 1249), омъжена I. за граф Бертхолд III фон Боген († 12 август 1218), II. пр. 17 август 1223 г. за граф Конрад фон Васербург († 28 януари 1259)
- Елизабет фон Хиршберг (* ок. 1230; † сл. 29 април 1292), (незаконна дъщеря ?), омъжена за граф Бертхолд II фон Грайзбах († сл. 1288)